# Bitva u Pelúsia (525 př. n. l.)
Bitva u Pelúsia byla vojenským střetnutím, v němž armáda perského krále Kambýsa II. porazila na jaře roku 525 př. n. l. oddíly egyptského faraona Psammetika III. Jejím důsledkem byla definitivní ztráta samostatnosti Egypta a více než stoletá okupace Peršany. Kambýsés se stal faraonem a založil tak egyptskou 27. dynastii.
Podle Hérodota (III, 10) tábořil egyptský faraon u pelusijského ramene Nilu a očekával zde útočící vojsko Peršanů. Pelusion bylo strategicky významné pohraniční město, jež kontrolovalo obchodní styk mezi Egyptem a Asií; jeho posádka čítala zhruba 4 000–5 000 mužů. Celkově měli Egypťané k dispozici asi 30 000 ozbrojenců, početní stav perské armády není znám – jistě však nebyl nižší než v případě Egypťanů.

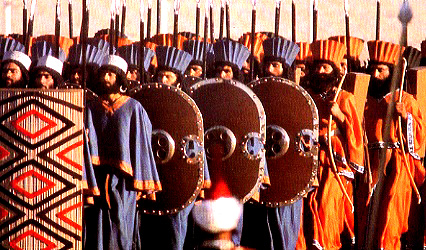
Perští pěšáci

Král Kambýsés II. se mohl opřít o kvalitní asyrské lučištníky a elamské kopiníky, silnou jízdu, tvořenou lýdskými a skythskými jezdci, elitní perské Nesmrtelné a dvěma řadami obávaných válečných vozů. Jádro egyptského vojska zaujímali řečtí žoldnéři v čele s Fanem z Halikarnassu a núbijští jezdci. Většinu tvořila domácí faraonova armáda. Rodilí Egypťané bojovali zejména jako lehká pěchota, z pozemních sil byli významnějšími lučištníci. Důležitější bylo egyptské loďstvo.
Proto se rozhodujícím momentem bitvy stala zrada Fanových řeckých oddílů, jež opustily obranná postavení a umožnily Peršanům vzniklé situace využít. O ztrátách se zmiňuje jen historik Ktésiás. Na egyptské straně mělo padnout až 50 000 mužů, zatímco na perské jen 7 000.

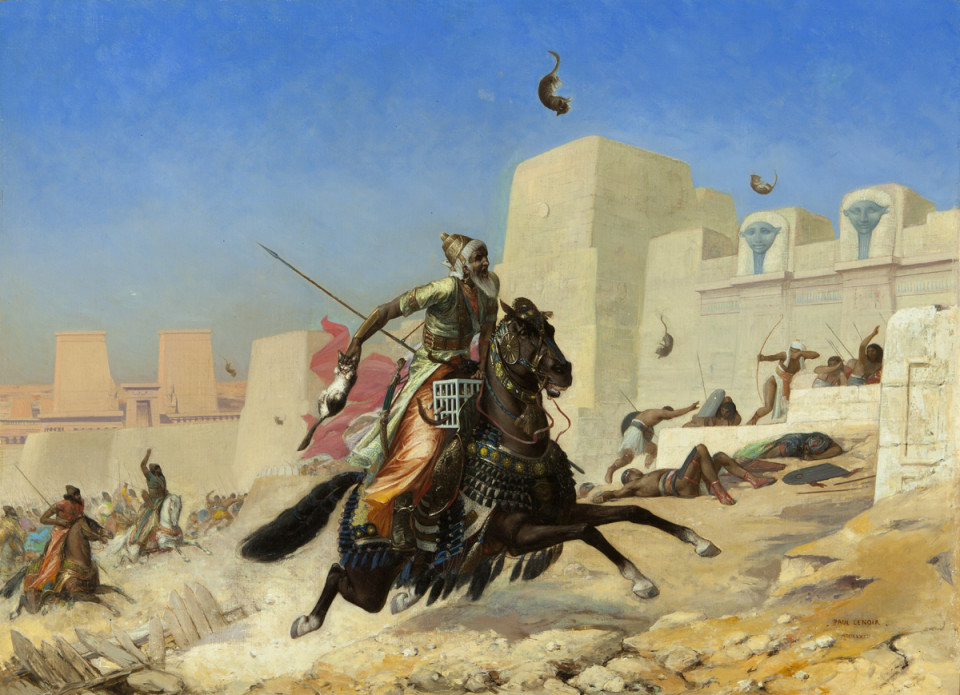
Obléhání Pelúsia Peršany, při němž využili živé kočky

Po této porážce následovalo obsazení samotného přístavního města. Je zřejmé, že egyptská posádka Pelúsia nemohla dlouho vzdorovat početné invazní armádě a město padlo po krátkém obléhání. Není vyloučeno ani to, že se Pelusium vzdalo již záhy po této zdrcující porážce. Podle jisté legendy Kambýsés, obeznámen egyptskými zvyklostmi, využil lsti k přemožení obránců města.
Perský král podle legendy rozkázal předním formacím, aby při útoku na město nesly se sebou živé kočky, které byly podle egyptského náboženství považovány za posvátné (byly spjaty s bohyní Bastet). Když obránci spatřili, že perští útočníci mají sebou tyto malé tvory, zdráhali se proti nim vystřelit své šípy. Jejich víra jim zakazovala kočkám ublížit. Město tak bylo úspěšně napadeno a brzy padlo do rukou Peršanů. Kambýsova úspěšná strategie je považována za ranou formu psychologického válčení. Legendu nicméně zaznamenal až římský autor makedonského původu Polyainos ve 2. století, není proto jisté, zda je vyprávění pravdivé nebo se jedná o pouhou fikci.

## Následky

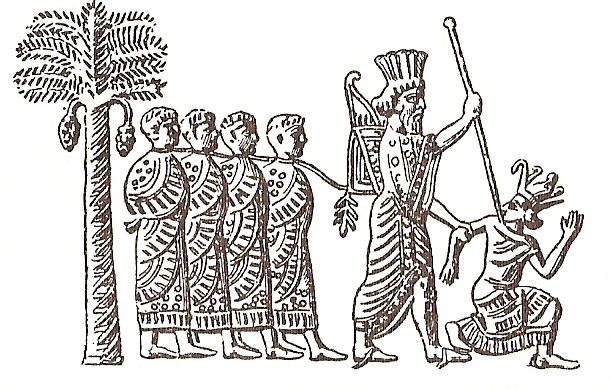
Kambýsés II. zajímá Psametika III.

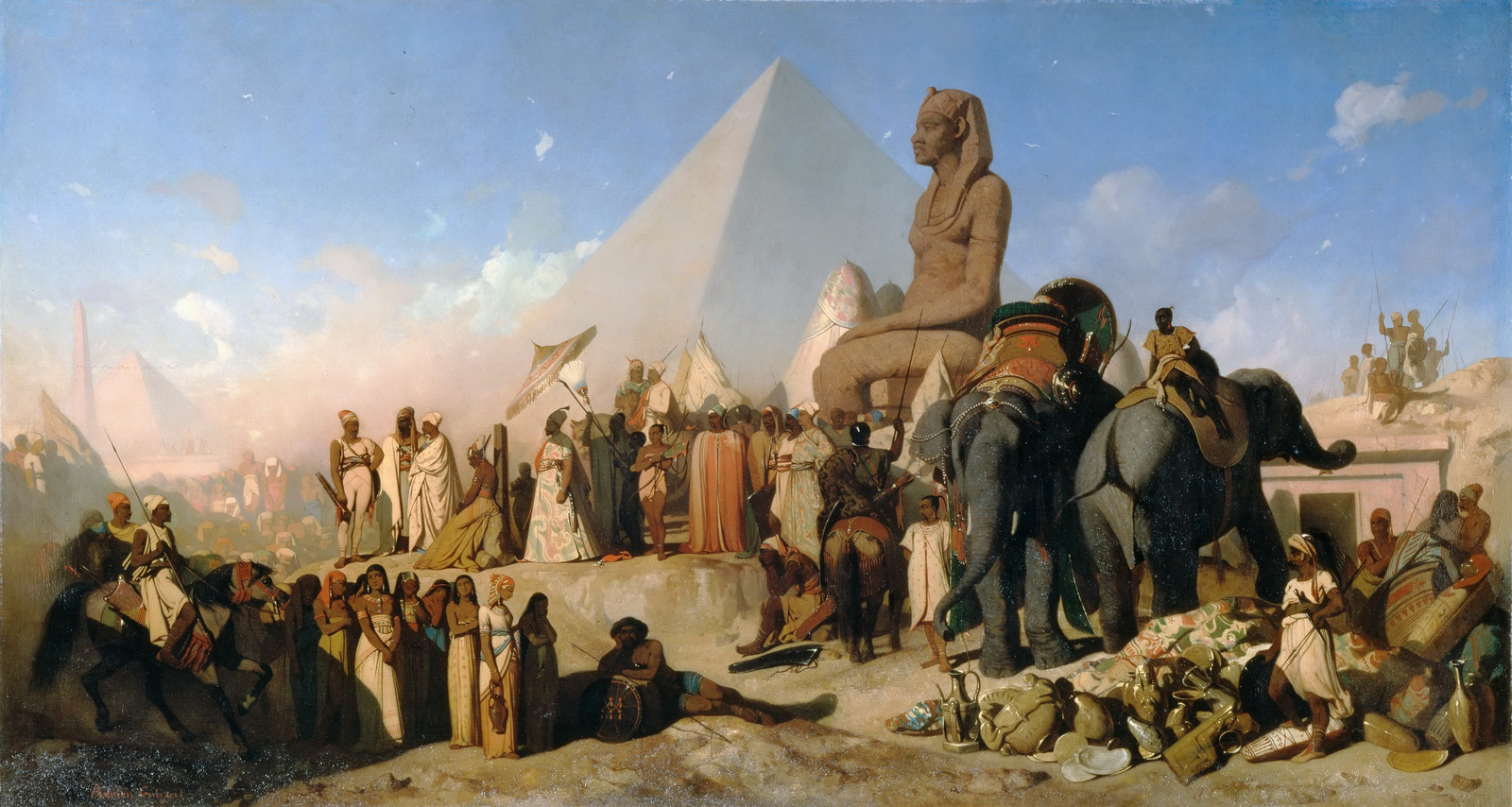
Setkání Kambýse II. s Psammetikem III.

Po této porážce byli Egypťané nuceni se stáhnout do Mennoferu. Peršané město po dlouhém obléhání dobyli a zajali Psammetika. Kambýsés nařídil veřejnou popravu dvou tisíc lidí, mezi nimiž byl (jak se uvádí) i syn Psammetika, Amasis. Sesazený Psammetik byl odveden do perského zajetí. Později spáchal v Súsách sebevraždu po nezdařilém podněcování vzpoury proti říši.
Bitevní pole u Pelúsia později navštívil Hérodotos a poznamenal, že lebky padlých Egypťanů a Peršanů bylo možné rozpoznat. Egyptské byly obecně tvrdší a měly se shodovat s lebkami egyptských mumií. Hérodotos usoudil, že to bylo tím, že Egypťané si od malička vyholovali hlavy, zatímco Peršané si je zakrývali látkou.